# 로레나 오초아
로레나 오초아 레예스(스페인어: Lorena Ochoa Reyes, 1981년 11월 15일~)는 멕시코의 골프 선수이다. 2003년부터 2010년까지 LPGA 투어에서 활동했다. 2009년에 아에로멕시코 사장인 안드레스 코네사과 결혼한 뒤 2010년 4월 말 은퇴 의사를 밝혔고, 2010년 5월 2일 마지막 라운드를 마치고 은퇴하였다. 2010년 5월 2일 은퇴할때까지 158주 연속 세계 여자 골프랭킹 1위였다.